# Nina Kaić
Nina Kaić (Pula, 15. kolovoza 1981.) je hrvatska kazališna, televizijska i filmska glumica.

## Filmografija

### Televizijske uloge
- "Bračne vode" kao sportašica #2 (2008.)
- "Zauvijek susjedi" kao Laura (2006.)
- "Kad zvoni?" kao cura na plaži (2005.)

### Filmske uloge
- "Čekanje do slobodnog operatera" (2006.)

## Sinkronizacija
- "Petar Zecimir: Skok u avanturu" kao Flopsi (2021.)
- "Petar Zecimir" kao Flopsi (2018.)
- "Simpsoni film" (2007.)
- "Zvončica"(franšiza) kao Hitra (2008.) - (2015.)
- "Kuća monstrum" kao Nikolina "Nik" (2006.)
- "Žuta minuta" kao Lija Lisić (2006.)
- "Bratz" kao Sasha

## Vanjske poveznice
- Nina Kaić u internetskoj bazi filmova IMDb-u (engl.)
- Stranica na Komedija.hr  Arhivirana inačica izvorne stranice od 13. prosinca 2010. (Wayback Machine)